# Bill Smitrovich
Bill Smitrovich, właśc. William Stanley Smitrovich Jr. (ur. 16 maja 1947 w Bridgeport) – amerykański aktor.

## Życiorys
Urodził się w Bridgeport w Connecticut jako syn Anny (z domu Wojna) i Stanleya Williama Zmitrowicza, wytwórcy narzędzi i matryc. Jego rodzina była pochodzenia polskiego. W 1972 ukończył  University of Bridgeport, a w 1976 został absolwentem Smith College. 
W 1980 debiutowała na Broadwayu w sztuce Arthura Millera Amerykański zegar. W 1999 wystąpił w roli Jamesa Andersona w spektaklu off-broadwayowskim A.R. Gurneya Far East.
W serialach telewizyjnych grywał głównie policjantów, w tym Policjanci z Miami (1984–1985), Crime Story (1986–1988) czy Dzień za dniem (1989–1993). W serialu Ostatni okręt (The Last Ship, 2014) wystąpił jako Jed Chandler, ojciec Toma Chandlera (Eric Dane), kapitana marynarki wojennej.
8 czerwca 1985 ożenił się z Shaw Purnell. Mają syna Aleksandra Johna i córkę Mayę Christinę.

## Filmografia
Filmy
- 1984: Plusk jako Ralph Bauer
- 1984: Kochankowie Marii jako barman
- 1985: Srebrna kula jako Andy Fairton
- 1986: Łowca jako Lloyd Bowman
- 1989: Jej alibi jako Farrell
- 1990: Wariaci jako Bruce
- 1995: Na żywo jako oficer Trust
- 1996: Fantom jako wujek Dave Palmer
- 1996: Dzień Niepodległości jako kapitan Watson
- 1996: Duchy Missisipi jako Jim Kitchens
- 1997: Air Force One jako generał William Northwood
- 2000: Trzynaście dni jako generał Maxwell Taylor
- 2003: Reaganowie (The Reagans, TV) jako Alexander Haig
- 2006: Upadłe niebo jako George Chamlee
- 2006: Gang z boiska jako Wainwright
- 2008: Eagle Eye jako admirał Thompson
- 2008: Przebłysk geniuszu jako sędzia Franks
- 2008: Iron Man jako generał Gabriel
- 2008: Siedem dusz jako George Ristuccia
- 2011: Dziennik zakrapiany rumem jako pan Zimburger
- 2012: Ted jako Frank
- 2014: November Man jako Hanley
- 2015: Ted 2 jako Frank

Seriale
- 1984: Policjanci z Miami jako porucznik Scott Wheeler
- 1985: Policjanci z Miami jako dowódca DEA Miami
- 1986–1988: Crime story jako detektyw Danny Krychek
- 1989–1993: Dzień za dniem jako Drew Thatcher
- 1994: Nowojorscy gliniarze jako dr Peter Shennon
- 1995: Napisała: Morderstwo jako Larry Armstrong / Leonard Atkins
- 1995: Star Trek: Stacja kosmiczna jako Webb
- 1996–1997: Millennium jako porucznik Bob „Bletch” Bletcher
- 2001: Nash Bridges jako Ray Urbanski
- 2001–2004: Kancelaria adwokacka jako A.D.A. Kenneth Walsh
- 2004: Port lotniczy LAX jako przełożony Nicka
- 2004–2008: Bez śladu jako Alexander Olczyk
- 2005: Prawo i porządek: sekcja specjalna jako Liam Weller
- 2005: Wzór jako David Croft
- 2005: 24 godziny jako Gene McLennen
- 2005: Nowojorscy gliniarze jako Al Angelotti
- 2006: Prawo i porządek jako Ernie Carulli
- 2007: Bracia i siostry jako Ben Ridge
- 2007: Zabójcze umysły jako detektyw Farraday
- 2008: Orły z Bostonu jako D.A. Jack Fitzhugh
- 2008: Eli Stone jako sędzia Oliver Doyle
- 2008: Gotowe na wszystko jako pastor Green (Sezon 4 odcinek 16)
- 2009: Castle jako Ben Davidson
- 2012: CSI: Kryminalne zagadki Nowego Jorku jako Robert Hicks
- 2013: Californication jako Jack
- 2014–2016: Ostatni okręt jako Jed Chandler
- 2015: Dwóch i pół jako Rick
- 2016: Chirurdzy jako terapeuta
- 2016–2017: Dynastia jako Tom Carrington
- 2017: Designated Survivor jako Nate Butcher
- 2017: Chirurdzy jako dr Walter Carr
- 2018: Magnum: Detektyw z Hawajów jako Sam Carlyle
- 2019: Syn jako sędzia Rowe
- 2021: MacGyver jako Joshua